# K + R

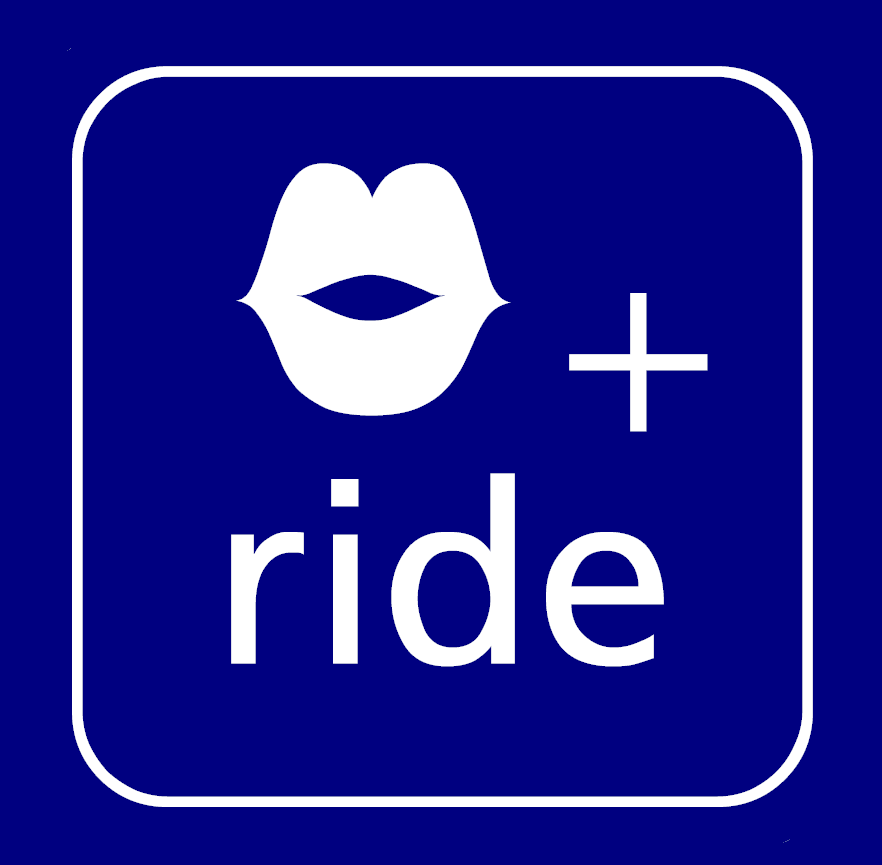
K + R tábla Ausztriában

A K + R  (a kiss and ride (jelentése csókolj és utazz) rövidítése) olyan közlekedési csomópontokon kialakított létesítmény, ahol a gépjárművek félreállhatnak arra az időre, amíg a tömegközlekedési eszközhöz tartó vagy onnan érkező utasukat kirakják vagy felveszik. A P+R parkolóval ellentétben – ahol huzamosabb ideig várakozhatnak (parkolhatnak) a gépjárművek – a K+R létesítmények csak a megállás és az utasra való várakozás idejére vehetők igénybe, így nem minősülnek a hagyományos értelemben vett parkolóknak.
Az elnevezés a Los Angeles Times egyik cikkében jelent meg először 1956-ban, utalva arra a gyakori mozzanatra, amikor egy utast házastársa vagy partnere az állomáshoz visz autóval, ahol megcsókolják egymást, mielőtt az utas a vonatra száll.